# Christos Stergioglou
Christos Stergioglou född 1952, är en grekisk skådespelare.

## Roller (i urval)
- (2010) - Dogtooth
- (2002) - Tha To Metaniossis
- (2002) - Diskoli Apocheretismi: O Babas Mou
- (2000) - Mavro Gala